# Vincenzo Camuccini
Vincenzo Camuccini (1771 - 1844) foi um pintor italiano do Neoclassicismo, que se especializou em representações históricas e religiosas. Foi considerado o maior pintor acadêmico de seu tempo em Roma.  
Camuccini nasceu em Roma e foi educado por seu irmão, Pietro, um restaurador de quadros, e Borubelli, um gravador. Também estudou com Domenico Corvi. Até os trinta anos, dedicou-se principalmente a copiar antigos mestres. Como pintor original, Camuccini pertence à escola do Neoclassicismo, impulsionada em Roma por Anton Raphael Mengs. Seus primeiro grande trabalho independente foi A Morte de César, sob influência de Jacques Louis David.
Trabalhou também em Munique e Paris. Retratou grandes figuras como  o Papa Pio VII, Comte de Blacas (Embaixador da França na Santa Sé), o Rei e a Rainha de Nápoles e outros. Morreu em Roma em 1844. Gastou parte de sua fortuna na compra de uma grande coleção de objetos de arte. Em 1856, várias dessas obras foram adquiridas pelo Duque de Northumberland, que as levou para o Castelo de Alnwick. 